# Clubiona expansa
Clubiona expansa es una especie de arañas araneomorfas de la familia Clubionidae.

## Distribución geográfica
Es endémica de Taiwán.